# Никола Крстић (историчар)
Никола Крстић (Вац, 20. септембар 1829 – Шабац, 12. јануар 1902) био је српски историчар и професор. Крстић је био доктор права и филозофије, професор Лицеја у Београду, члан Апелационог суда, подпреседник Касационог суда и државни саветник.

## Биографија
Родио се у сиромашној породици. Породица Крстић се у то време привремено доселила у Вац, из Сентандреје. Тако да је Никола само рођен у Вацу, а одрастао је у славној српској вароши Сентандреји, где је похађао основну школу. Гимназију је завршио у Вацу, у пијаристичкој гимназији. После положених шест разреда гимназије, прешао је у Пешту где је наставио похађање тзв. "више гимназије". Студирао је две године (разреда) "филозофију" у Пешти, до револуционарне 1848. године. Истакао се у народним протестима код Текелијанума, у друштву са књижевником (тада студентом) Јашом Игњатовићем. Како није било наставе 184871849. године, Крстић се бавио широм Војводства, учествујући као посматрач ратних збивања. Провео је одређено време у Сремским Карловцима, Великом Бечкереку, Новом Бечеју и Земуну. Кретао се по српској позадини као званичник Српског покрета, а у Земуну је био дописник новинар. Дописе је највише штампао у "Српским новинама", али објављивао је патриотске дописе и у другм листовима: "Напредак", "Словенски југ", "Југословенске новине". А у гласилу патријарха Рајачића "Позорнику", он је не само сарадник већ и главни уредник до 1849. године.
Вратио се он после мађарске ратне пропасти 1849. године у Пешту да би започео студије. Студирао је право на пештанском Универзитету између 1849-1853. године. Био је један од поноситих питомаца Текелијанаца и становао у Текелијиној задужбини. У међувремену, је 1851. године стекао и докторат из филозофије. Државни испит из правних наука положио је 1853. године такође у Пешти. Докторску диплому правника добио је следеће 1854. године, као професор у гимназији и лицеју. Исте године 12. марта 1853. године почео је да ради као суплент у Новосадској гимназији, предајући земљопис и општу историју.

## Српско поданство
Прешао је Крстић из Новог Сада у Кнежевину Србију 1. октобра 1853. године. Изабран је за контрактуалног професора на београдском Лицеју, за предмете: Енциклопедија права и Историја законопознања. Чим је октобра 1855. године примио српско држављанство, за месец дана касније је потврђен за сталног професора у лицеју. Био је нераздвојни пријатељ проф. Петра Кречаревића свог земљака, Сентандрејца, који је по његовом позиву 1855. године такође прешао у Србију.
Из наставе је 1862. године прешао у државну управу. Био је то 1865. године начелник у министарству иностраних дела. Затим је следећих 19 година радио у Касационом суду. Почео је као члан 1865. године, а након десет лета 1875. године постаје председник тог високог суда. Каријера му се од 1884. године премешта у Државни савет, у који улази као члан. Кратко је, исте 1894. године провео у столици подпредседника Савета, да би ускоро 5. маја 1894. године био пензионисан. Током 40 година радног стажа Крстић је радио и друге послове. Био је 10 година од 1865. члан високе Школске комисије. Једно време је предавао у Великој школи предмете Римско и Криминално право, а касније и друге правне предмете. Бавио се и политиком, а три године 1873-1875. године био је "кнежев посланик" (режимски) у Народној скупштини. Као правник је 1888. године позван да учествује у писању Устава државе. По одступања у краља Милана постављен је за стараоца Краљеве цивиллисте, као особа од великог поверења. Више пута је слан у поверљиве државне дипломатске мисије у Пешту и Париз.
Правник Крстић се поред журналистике бавио и озбиљнијим темама - писањем и превођењем. Његова књига Историја Српског народа наградила је Матица српска. Књига је две деценије употребљавана као уџбеник историје у српским гимназијама.
Др Никола Крстић је био угледна личност Београда у другој половини 19. века. Председник је Чупићеве задужбине 1890. године. Он је такође 1888-1894. године државни саветник. По државном шематизму Краљевине Србије за 1898. године он је тада председник "Коларчеве задужбине". Написао је и друге уџбенике за гимназију из предмета земљописа и опште историје. Превео је 1885. године на српски важно дело Маћејка о историји словенског права. Због својих заслуга и интересовања постао је 3. јануара 1854. године редован члан Друштва српске словесности у Београду. Носилац је био свих српских државних ордена.
Био је ожењен образованом и изузетно приврженом супругом, која је међутим била болешљива и умрла непуне две године пре њега. Потомства нису имали, и сво престало време свог усамљеничког живота искористио је да среди сву имовину и расподели је по плану. Живећи скромно и чуварно у срећном браку, стекли су Крстићи значајан иметак. Својим тестаментом састављеним 17. јуна 1900. године одредио је за наследника своје имовине Српску краљевску академију. Поред тог свој знатан иметак је распоредио на још 14 мањих легата, по просветним и добротворним установама. Умро је Никола Крстић 14 месеци након вољене супруге, међу њеним рођацима у Шапцу, 11. јануара 1902. године. Тело му је пренесено у Београд, где је сахрањено на гробљу.

## Галерија
- Никола Крстић
- Насловна страна књиге Образи из обште историје (1860)